# Gemsenweiher (Naturschutzgebiet)
Das Gebiet Gemsenweiher ist ein mit der Verordnung vom 1. Oktober 1992 des Regierungspräsidiums Tübingen ausgewiesenes Naturschutzgebiet (NSG-Nummer 4.210) im Gebiet der Gemeinde Neukirch in Baden-Württemberg, Deutschland.

## Lage
Das rund zwölf Hektar (ha) große Naturschutzgebiet Gemsenweiher, im Norden Neukirchs, zwischen den Weilern Zannau im Norden, Hinteressach im Osten, Landholz im Süden und dem NSG Jägerweiher im Westen gelegen, gehört naturräumlich zum Westallgäuer Hügelland und liegt auf einer Höhe von 560 m ü. NN.

## Schutzzweck
Wesentlicher Schutzzweck des NSG Gemsenweiher ist die Erhaltung des ehemaligen Weihers, der sich zu einem Flachmoor mit Streuwiesen, die zahlreichen geschützten und seltenen Pflanzen- und Tierarten Lebensraum bieten, entwickelt hat.

## Flora und Fauna

### Flora

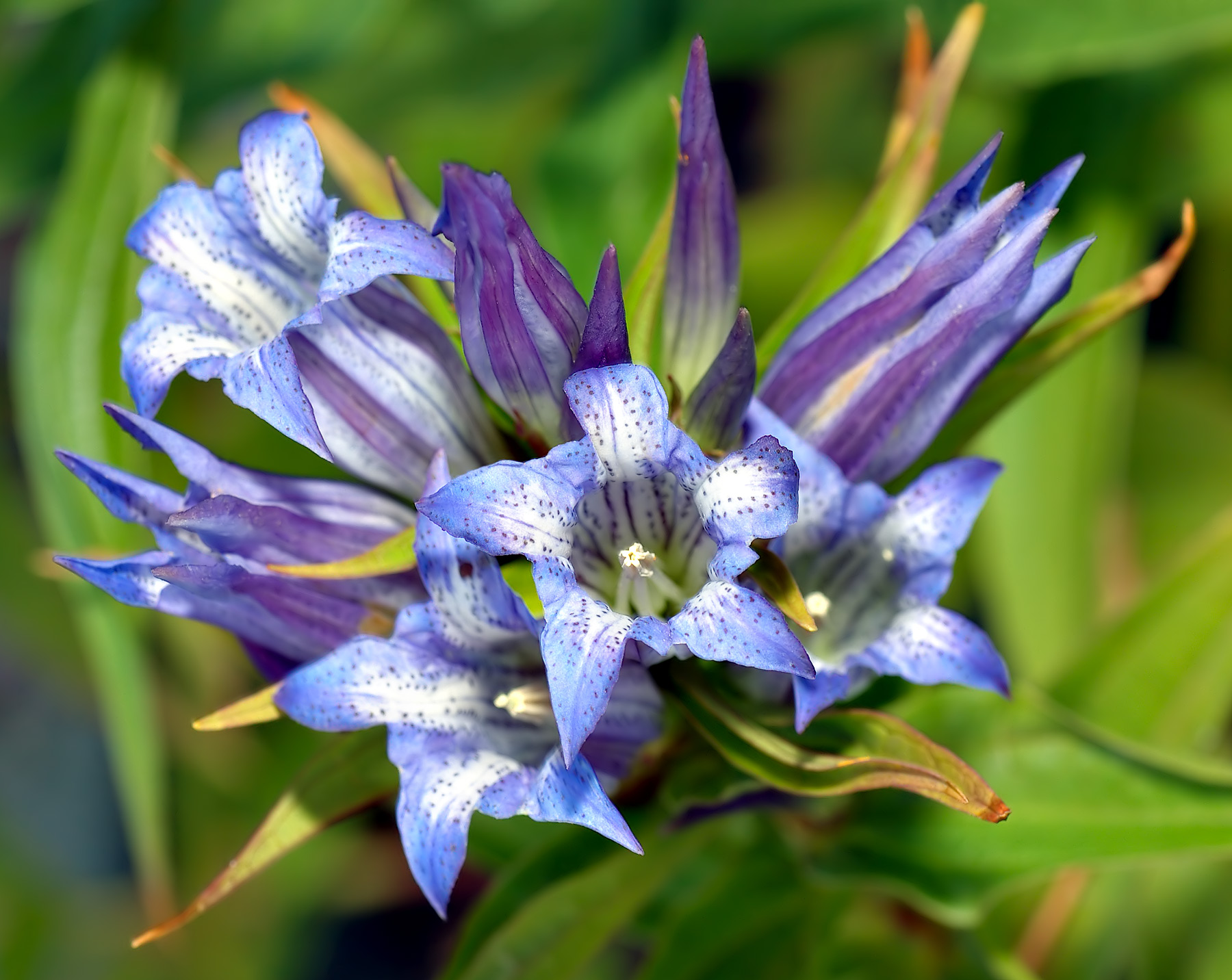
Schwalbenwurz-Enzian
(Gentiana asclepiadea)

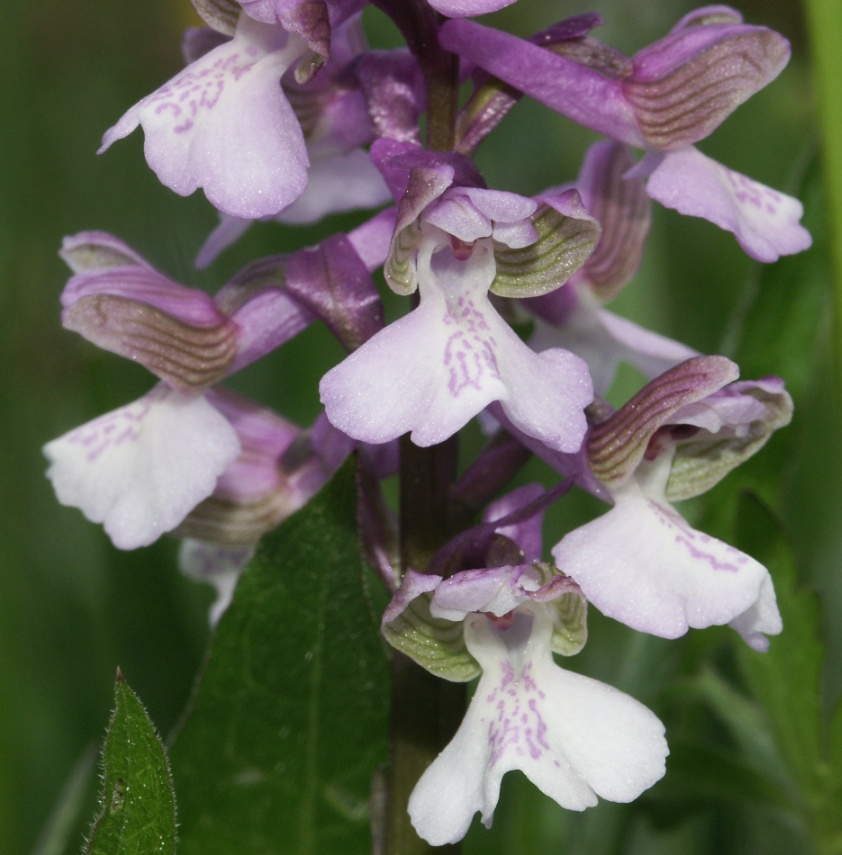
Kleines Knabenkraut
(Orchis morio)

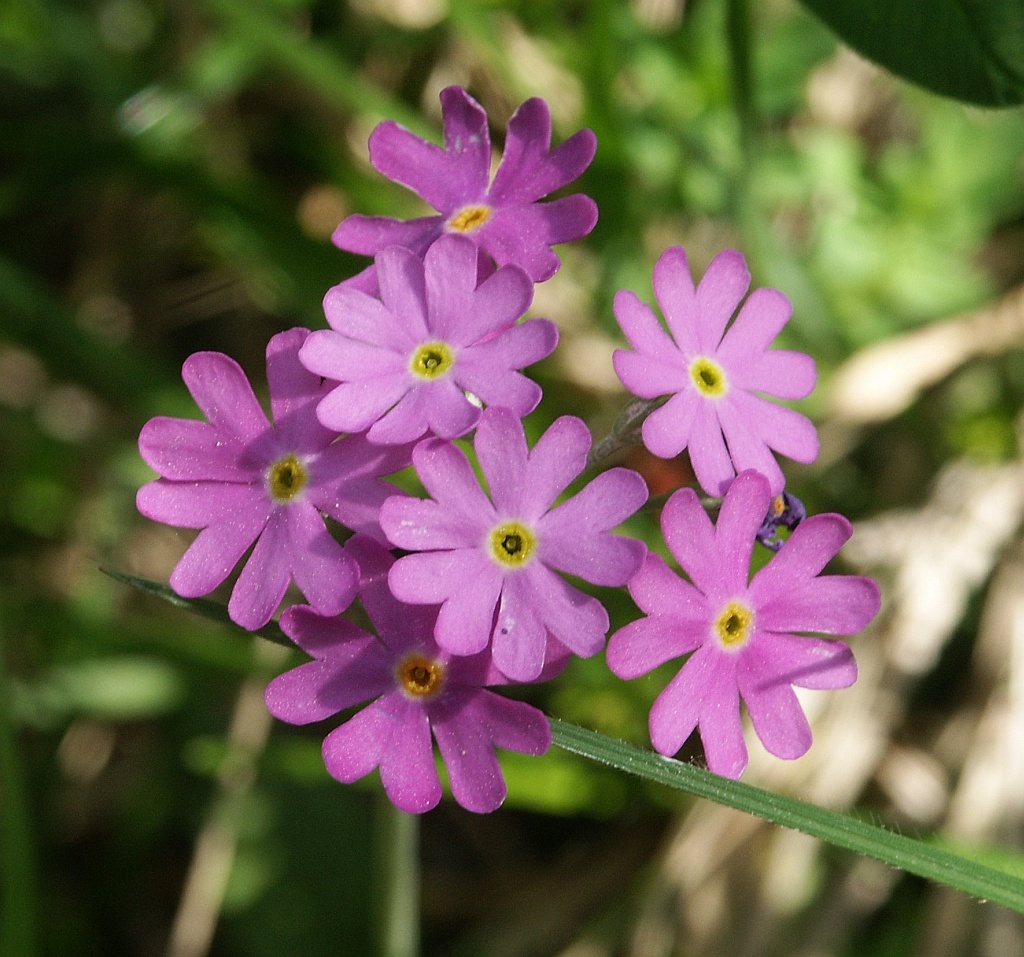
Mehlprimel
(Primula farinosa)

Von den im Gebiet gefundenen Pflanzen sind nach den Roten Listen Baden-Württembergs drei Arten in ihrem Bestand stark gefährdet und 18 Arten gefährdet. Aus der schützenswerten Flora sind folgende Pflanzenarten (Auswahl) zu nennen:
- Enziangewächse
  - Schwalbenwurz-Enzian (Gentiana asclepiadea)
- Herzblattgewächse
  - Sumpf-Herzblatt oder Studentenröschen (Parnassia palustris)
- Korbblütler
  - Niedrige Schwarzwurzel (Scorzonera humilis)
- Orchideen
  - Breitblättriges Knabenkraut (Dactylorhiza majalis)
  - Fleischfarbenes Knabenkraut (Dactylorhiza incarnata)
  - Kleines Knabenkraut (Orchis morio)
  - Sumpf-Glanzkraut (Liparis loeselii), auch Torf-Glanzkraut oder Glanzstendel
  - Sumpf-Stendelwurz (Epipactis palustris), auch als Weiße Sumpfwurz, Echte Sumpfwurz oder Sumpf-Sitter  bezeichnet
  - Wohlriechende Händelwurz (Gymnadenia odoratissima)
- Primelgewächse
  - Mehlprimel (Primula farinosa)
- Sauergrasgewächse
  - Alpen-Rasenbinse oder Alpen-Haarsimse (Trichophorum alpinum)
  - Breitblättriges Wollgras (Eriophorum latifolium)
  - Davalls Segge (Carex davalliana), auch als Torf- oder Rau-Segge bezeichnet
  - Gewöhnliche Späte Gelb-Segge (Carex oederi)
  - Rostrotes Kopfried (Schoenus ferrugineus)
  - Saum-Segge (Carex hostiana)
  - Weißes Schnabelried (Rhynchospora alba), auch Weiße Schnabelbinse
- Simsenliliengewächse
  - Gewöhnliche Simsenlilie (Tofieldia calyculata), auch Kelch-Simsenlilie oder Hüllen-Simsenlilie genannt
- Sonnentaugewächse
  - Rundblättriger Sonnentau (Drosera rotundifolia), auch Himmelstau, Herrgottslöffel, Himmelslöffelkraut, Spölkrut oder Widdertod genannt
- Sumpffarngewächse
  - Sumpffarn (Thelypteris palustris)
- Wasserschlauchgewächse
  - Gemeines Fettkraut, auch Blaues -, Gewöhnliches - oder Kiwitzfettkraut (Pinguicula vulgaris)

### Fauna
Von den beobachteten Tieren ist eine Art vom Aussterben bedroht, sechs Arten sind stark gefährdet, zwei gefährdet und vier Arten potentiell gefährdet. Aus der schützenswerten Fauna sind folgende Spezies (Auswahl) zu nennen:
- Schmetterlinge
  - Baldrian-Scheckenfalter oder Silberscheckenfalter (Melitaea diamina)
  - Blauäugiger Waldportier (Minois dryas), auch Blaukernauge
  - Heilziest-Dickkopffalter oder Eibischfalter (Referdinus flocciferus)
  - Großes Wiesenvögelchen (Coenonympha tullia)
  - Lungenenzian-Ameisenbläuling (Maculinea alcon), auch Kleiner Moorbläuling
  - Skabiosen-Scheckenfalter (Euphydryas aurinia), auch Goldener Scheckenfalter genannt
  - Mädesüß-Perlmuttfalter oder Violetter Silberfalter (Brenthis ino)
- Vögel
  - Braunkehlchen (Saxicola rubetra)
  - Grauammer (Emberiza calandra)
  - Neuntöter oder Rotrückenwürger (Lanius collurio)
  - Teichrohrsänger (Acrocephalus scirpaceus), im Volksmund auch Rohrspatz genannt
  - Waldschnepfe (Scolopax rusticola)
  - Wiesenweihe (Circus pygargus)